# Palazzetto Eucherio Sanvitale
Il Palazzetto Eucherio Sanvitale, detto anche Casino di Codiponte o Casino degli Umiliati, si trova all'interno del Parco Ducale di Parma.

## Storia

Stemma dei Sanvitale

Il Palazzetto Sanvitale è un prezioso gioiello dell’architettura tardo-quattrocentesca. Venne fatto costruire dai frati umiliati del monastero di San Michele in Bosco.  Entrato in possesso di Scipione Dalla Rosa, nel 1526 venne acquistato da Gian Galeazzo Sanvitale, conte di Fontanellato, che nel 1547 lo trasmise al figlio Eucherio. Eletto vescovo di Viviers successivamente si trasferì in Francia.
Il 19 marzo del 1561 Eucherio Sanvitale cedette il casino, Originariamente distinto dal Parco ducale, e il terreno circostante,  al duca Ottavio Farnese per 2000 scudi d'oro.
Nella seconda metà del settecento diventò l'abitazione del giardiniere Nicolas Oranger, insignito della qualifica di Governatore del giardino. In alcune mappe di questo periodo il palazzetto compare con la dicitura "Maison du Jardinier".
Nel 1840 la duchessa Maria Luigia fece aggiungere alcune stanze fra le torrette a sud creando un vero e proprio primo piano.

## Architettura

### Esterno

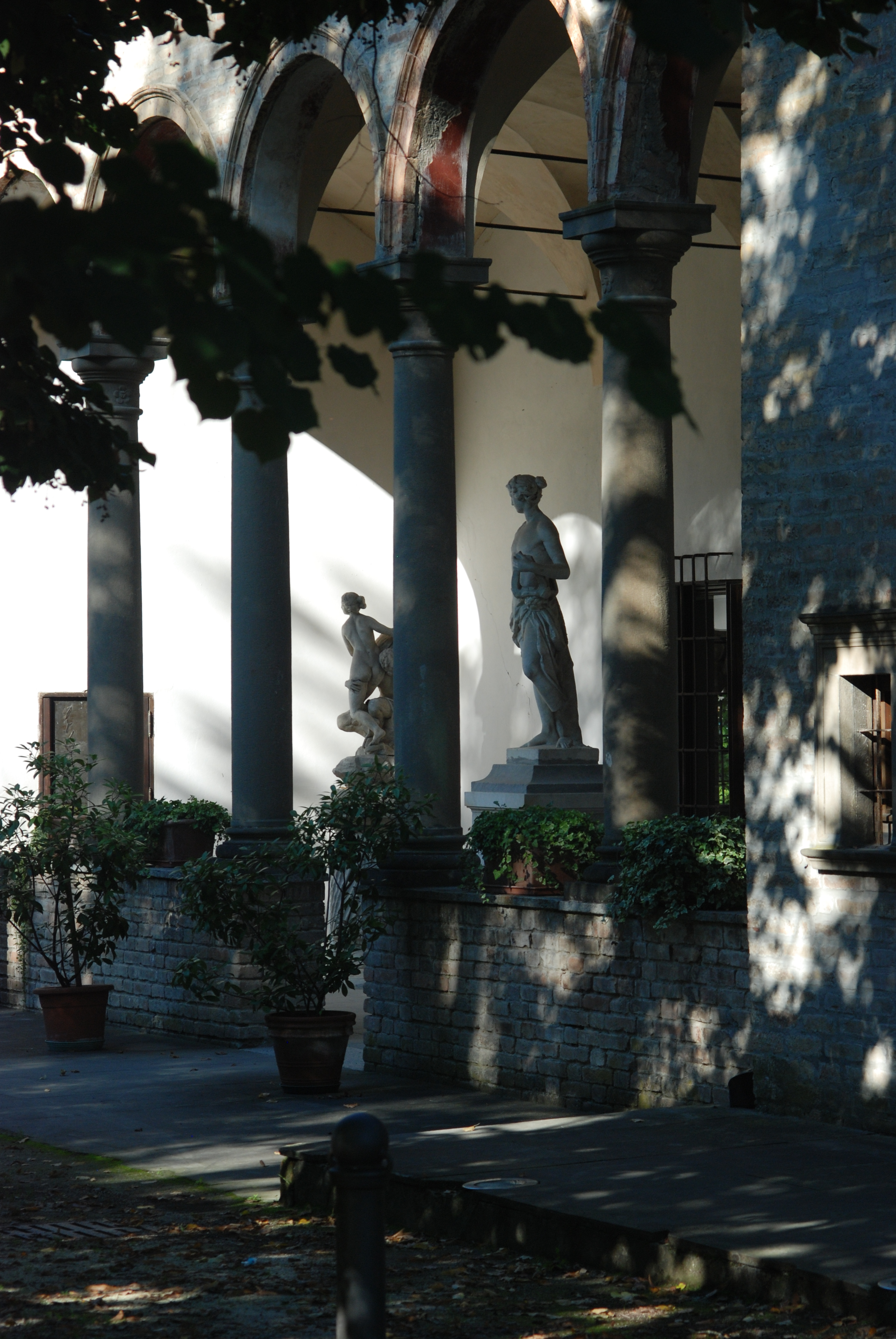
Loggiato esterno

L'edificio, tradizionalmente attribuito a Giorgio da Erba e a Gian Francesco d'Agrate, è di dimensioni piuttosto modeste e si sviluppa su una pianta ad H, con quattro torri angolari, collegate da due loggiati percorribili con cinque arcate per parte composte da colonne di ordine toscano. Sui due ingressi sono incise due l'epigrafi: sull'ingresso principale troviavo la scritta DII FACIENTES ADIUVANT e sul portone d'ingresso sul lato opposto DII BONA LABORANTIBUS VENDUNT .

### Interno

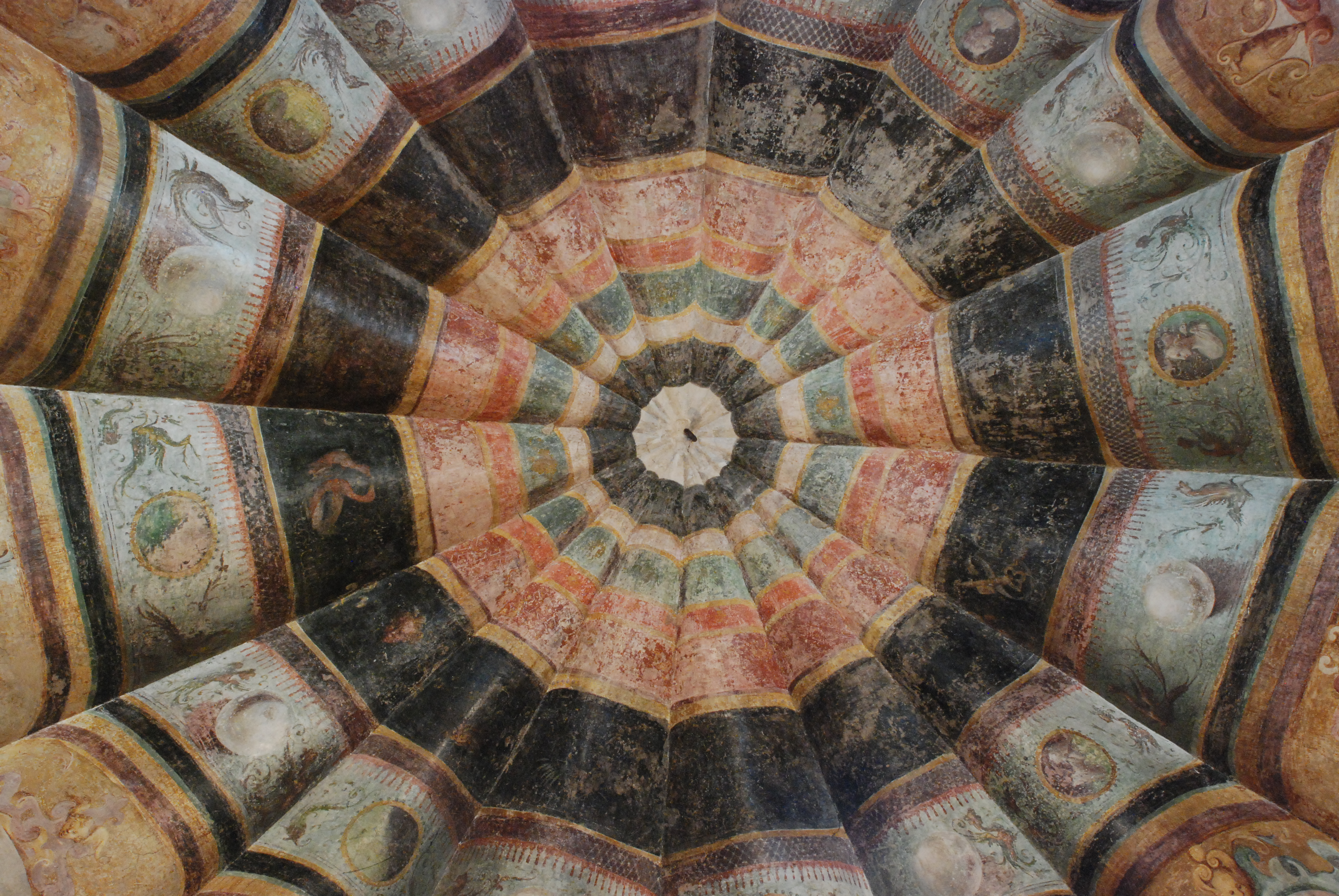
Particolare della sala del velario

L'interno è caratterizzato da una grande sala passante da cui si aprono, dai quattro angoli, gli ambienti minori dando una sensazione molto elegante del tutto. L'impostazione complessiva si ispira ancora alla casa-fortezza medioevale. Le decorazioni di questa sala sono state compromesse da grandi stuccature eseguite negli ultimi restauri del 1975.

#### Volte

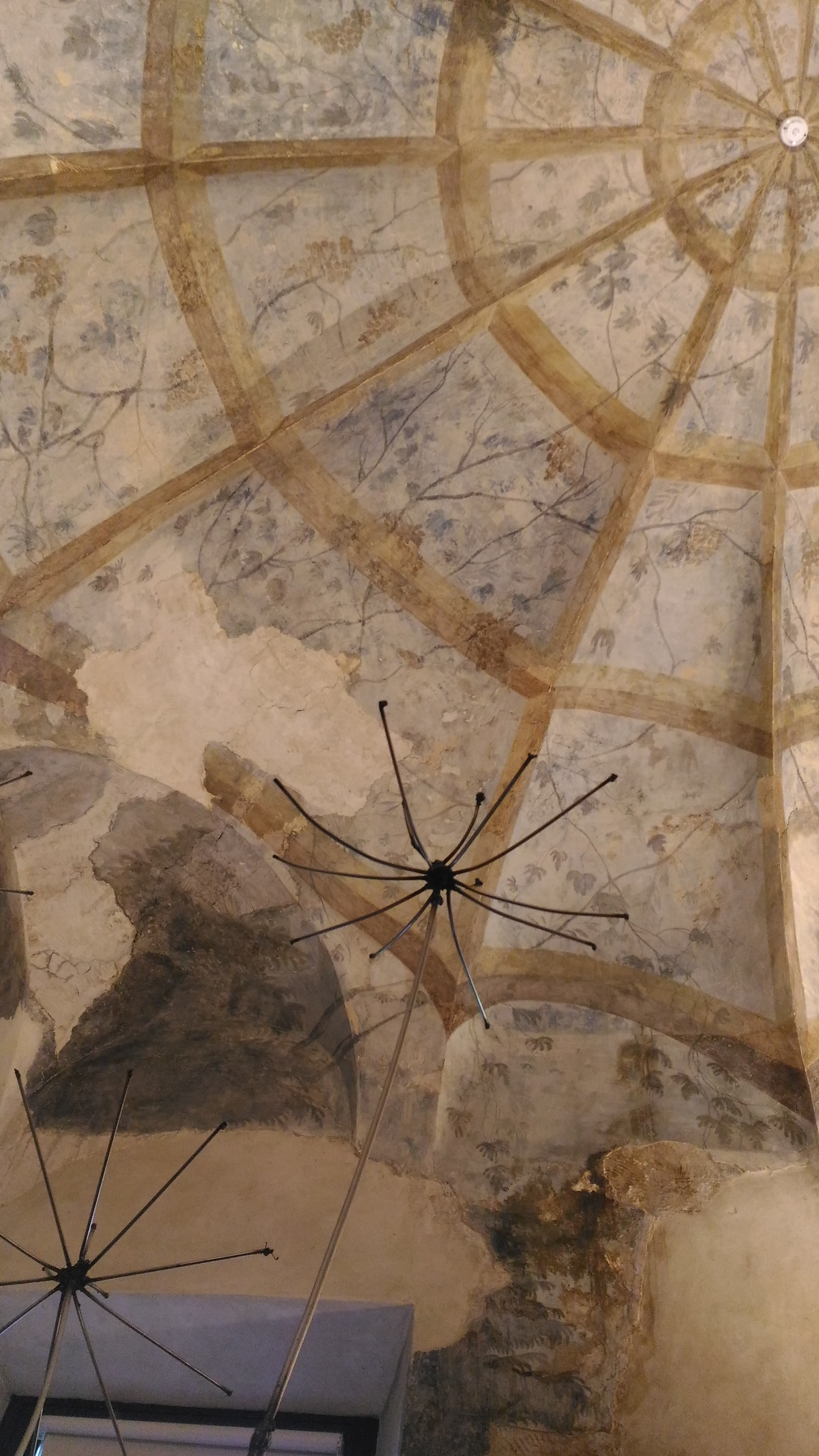
Particolare della sala del pergolato con volte ad ombrello

Le volte interne, presenti in due stanze del palazzetto,  sono ad ombrello, un'architettura complessa che possiamo trovare anche nella camera di San Paolo affrescata dal Correggio, costruita all'incirca nello stesso periodo. La struttura della volta presenta 16 costoloni concentrici con superficie curva, ripartite in 4 per ogni lato. Il disegno ad ombrello era ritenuto un modo diverso per rappresentare il cielo. Questo stesso modo di procedere nella suddivisione della volta lo si può trovare anche nel Battistero di Parma.
Le volte sono state affrescate da Cesare Baglioni, artista stipendiato alla corte dei farnese dal 1574. Nel 1975 dopo un massiccio recupero e radicali risanamenti sono stati rinvenuti questi bellissimi affreschi all'interno del palazzo ormai in stato di abbandono. I restauri furono eseguiti da Silvia Baroni e Camillo Tarozzi e permisero di rilevare l'importanza storica del casino nell'architettura e nella pittura del cinquecento.

#### Sala del pergolato
La sala del pergolato è affrescata in modo da dare l'illusione di trovarsi all'aperto, sotto un pergolato, con un cielo sereno. Ai quattro angoli delle pareti troviamo dei massicci alberi, dipinti quasi al vero, da i quali si innalza il pergolato che si estende su tutto il soffitto.

#### Sala del velario
La seconda sala rappresenta un velario, ornato da bande di diverso colore che seguono l'alternarsi dei costoloni della volta ad ombrello. Sono decorati da camei e sfere trasparenti. Possiamo trovare una similitudine alla sala del velario del castello di torrechiara.

#### Sala dei paesaggi
In questa sala l'estesa decorazione circonda la lunetta affrescata dal Parmigianino. 
L'affresco del soffitto è caratterizzato da figure femminili, paesaggi marini e montani interpretati nel modo fiammingo,
incorniciati da elementi di fantasia come anfore, pesci, uccelli e ornamenti floreali.

#### Sala del Parmigianino

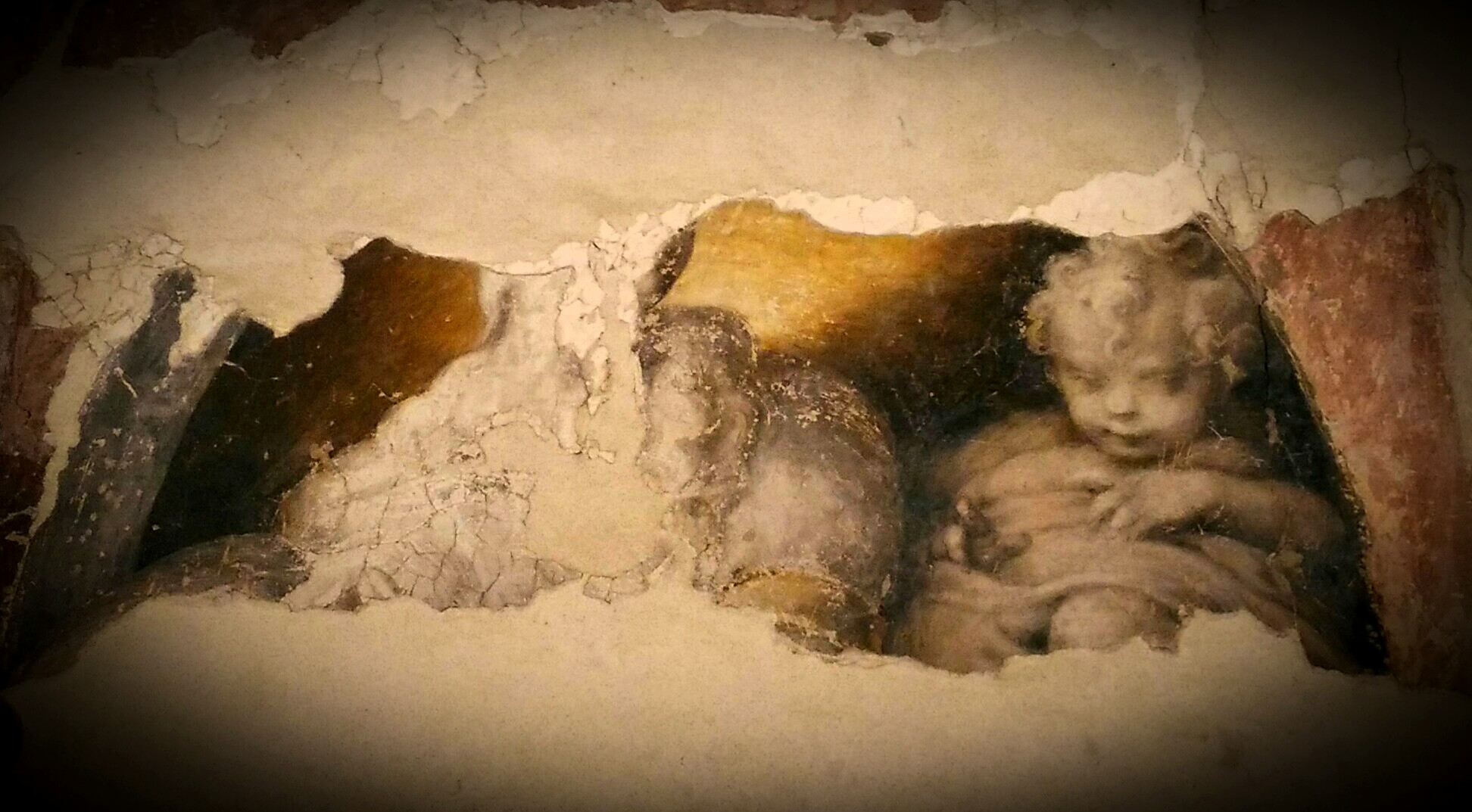
Madonna con il bambino del Parmigianino

In una nicchia della sala possiamo vedere la madonna in atteggiamento di preghiera con il bambino a fianco. Datata prima del 1524 è stato possibile attribuire l'opera al Parmigianino grazie allo studio della tecnica esecutiva, molto simile alle sue opere giovanili, caratterizzate da tracciati scorrevoli e prive di linee disegnative tipiche del suo periodo antecedente al viaggio a Roma. In questa sala troviamo altre logge decorate con vasi e fiori, paesaggi naturali e boschi.

#### Cappella della Vergine
Nella torretta a sud-est vi è questa piccola cappella interamente affrescata con la tecnica ad olio su muro. Sono rappresentati sui quattro lati: La nascita della vergine, la presentazione al tempio, lo sposalizio della vergine, l'annunciazione e la visitazione per poi proseguire sempre in ordine con l'adorazione dei pastori e l'adorazione dei re magi. Questa stanza fu decorata in un momento successivo al resto dell'edificio. Le pitture sono state attribuita a Paolo Piazza. Questa cappella fu utilizzata per il ritiro spirituale di Ranuccio I Farnese, devoto all'ordine francescano, all'inizio del XVII secolo.